# Jan Hansky

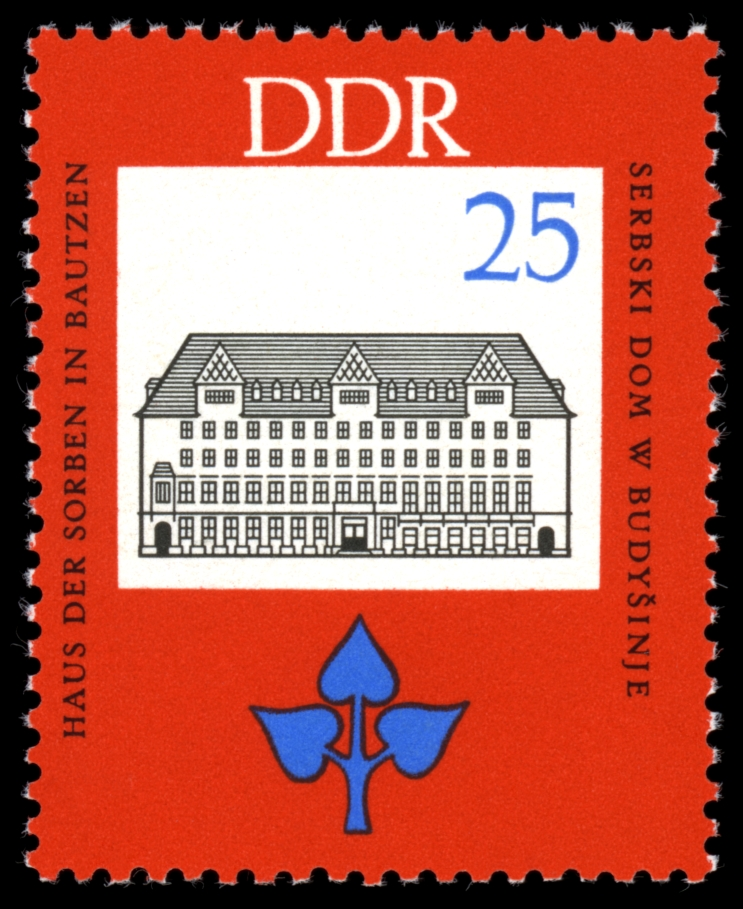
Haus der Sorben in Bautzen
Briefmarkenentwurf von Jan Hansky

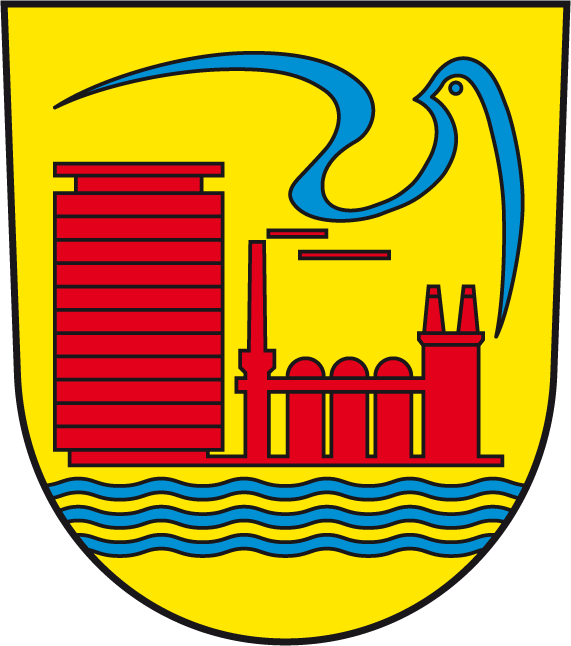
Stadtwappen von Eisenhüttenstadt
Entwurf von Hansky

Jan Hansky (deutsch Johannes Hansky; * 24. November 1925 in Nebelschütz; † 15. Juli 2004 in Eisenhüttenstadt) war ein sorbischer Maler, Gebrauchsgrafiker und Medailleur.

## Leben und Wirken
Jan Hansky erlernte nach seiner regulären Volksschulzeit den Beruf eines Dekorationsmalers, was er jedoch wegen Kriegseinsatz und Gefangenschaft unterbrechen musste. Von 1948 bis 1952 verdiente er sein Geld als Malergeselle.
Ab 1952 studierte er drei Jahre lang an der Fachschule für angewandte Kunst in Potsdam bei Werner Nerlich. Von 1956 bis 1962 leitete er die Abteilung der Farb- und Innengestaltung beim VEB Ausbau-Union in Eisenhüttenstadt. Neben seiner Arbeit absolvierte er von 1961 bis 1962 ein Fotografiestudium in Ostberlin.
Ab 1962 war Hansky in Eisenhüttenstadt als Gebrauchsgrafiker freischaffend tätig. Er gehörte neben Herbert Burschik, Otto Schutzmeister und Sepp Womser (1931–2007) zu den wichtigen Künstlern seiner Generation in Eisenhüttenstadt.
Sein künstlerisches Lebenswerk bestand vor allem aus Plakatentwürfen, Wappen, Medaillen, Plaketten und Briefmarken. Ab etwa 1978 wandte er sich stärker der Malerei zu, wobei er sich besonders mit der Technik der Lackschliff-Malerei befasste. Jan Hansky wurde zu den besten Lackschliffmalern Deutschlands gerechnet.
Von 1963 bis 1990 war er Mitglied des Verbands Bildender Künstler der DDR, von 1973 bis 1988 als Vorsitzender des Bezirksverbands Frankfurt (Oder). Daneben war er Mitglied des Verbands sorbischer Künstler.

## Ehrungen (Auswahl)
- 1969 und 1980: Literatur- und Kunstpreis der Domowina
- 1970: Kunstpreis des Rates des Bezirks Frankfurt/Oder
- 1974: Verdienstmedaille der DDR
- 1979: Orden Banner der Arbeit
- Hans-Grundig-Medaille
- Benennung einer Straße in Nebelschütz nach Hansky

## Werke (Auswahl)
- Kurzurlaub des Unteroffiziers (1980, Lackschliff)[3]
- Vom Erz zum Stahl (1984, Lackschliff, 210 × 70 cm)[4]

## Ausstellungen (unvollständig)

### Einzelausstellungen
- 1982: Bautzen, Galerie Budyšin (Lackschliffmalerei, Plakate)
- 1995 und 2007: Eisenhüttenstadt

### Teilnahme an zentralen und wichtigen regionalen Ausstellungen in der DDR
- 1964 bis 1985: Frankfurt, vier Bezirkskunstausstellungen
- 1967/68, 1977/78 und 1982/83: Dresden, VI. Deutsche Kunstausstellung und VIII. und IX. Kunstausstellung der DDR
- 1981: Dresden, Ausstellungszentrum am Fučík-Platz („25 Jahre NVA“)
- 1983: Leipzig, Messehaus am Markt („Kunst und Sport“)
- 1985: Erfurt, Gelände der Internationalen Gartenbauausstellung („Künstler im Bündnis“)
- 1986/1987: Suhl („Das sicher sei, was uns lieb ist“. Ausstellung zum 40. Jahrestag der Gründung der Grenztruppen der DDR)